# Cantón de Pococí
Pococí es el cantón 2 de la provincia de Limón, Costa Rica. Es el más septentrional y occidental de los 6 cantones que la componen. Tiene una extensión de 2.403,49 km², y es el segundo en importancia demográfica y económica de la provincia. Fue creado por la ley n.° 12 del 19 de septiembre de 1911, durante la administración de Ricardo Jiménez Oreamuno, segregándolo así del cantón central de Limón.
La cabecera, Guápiles, fue declarada ciudad en 1966. Esta ciudad es un importante centro comercial y bancario, y cuenta con numerosas escuelas y colegios así como con un centro universitario, e instituciones de enseñanza superior públicas y privadas. Es el corazón de una próspera región agrícola y ganadera, la cual organiza anualmente la Feria ExpoPococí, una de las más importantes del país en el área de la ganadería. Algunas industrias empiezan a instalarse en este cantón beneficiándose de la cercanía con San José, alrededor de 60 km, y con Puerto Limón, 100 km.
Al norte del cantón se encuentra el parque nacional Tortuguero, uno de los sitios turísticos más visitados de Costa Rica, famoso mundialmente por su belleza escénica, su biodiversidad y por la presencia de las tortugas marinas que llegan cada año y lo convierten así en el sitio de desove más importante del Caribe.
El cantón está comunicado con Limón, capital de la provincia, y con el centro del país a través de la carretera Braulio Carrillo (ruta 32). Además la ruta 4 le brinda conexión con la Región Huetar Norte.

## Toponimia
La palabra Pococí significa "cerro humeante" en el idioma de los antiguos pobladores de la región, y es posible que esté relacionado con la cercana presencia de los volcanes de la Cordillera Volcánica Central. Pococí era el nombre de una etnia aborigen que habitó el Caribe Central de Costa Rica, entre los ríos Reventazón y Matina, previo a la llegada de los españoles en el siglo XVI. Este grupo indígena formó uno de los cuatro cacicazgos precolombinos más importantes del Atlántico costarricense, junto a Suerre, Tariaca y Talamanca. El territorio de Suerre, a su vez, estuvo ubicado en las llanuras de Tortuguero, que actualmente forman parte del cantón de Pococí. No obstante, para la conquista de Costa Rica, los pococíes habían desaparecido y su territorio era ocupado por tribus de huetares orientales del cacicazgo de El Guarco. Se cree que los pococíes se extinguieron a causa de las enfermedades infectocontagiosas introducidas al territorio costarricense por las primeras exploraciones del Caribe desde el arribo de Cristóbal Colón en 1502.

## Historia
Durante la época prehispánica, la región del cantón de Pococí estuvo habitado por grupos de indígenas cuya cultura perteneció al Área Intermedia, de tradición suramericana. En general, la Vertiente del Caribe de Costa Rica contó con importantes asentamientos precolombinos que abarcaron el Valle de Turrialba, la cuenca del río Reventazón y el Caribe Central de Costa Rica (Pococí, Guácimo y Siquirres). En lo económico, subsistieron de la agricultura a base de yuca, pejibaye y maíz, así como de la caza de la tortuga (Suerre significa “río de las tortugas”, y es el antiguo nombre del río Reventazón). Culturalmente, se distinguieron por la lapidaria del jade (destacan los Jades Pococí, de forma rectangular y horizontal, y con el motivo del lagarto como tema principal), la metalurgia, principalmente en la elaboración de objetos de oro, cuya manufactura revela influencias de la cultura Quimbaya del Caribe colombiano, así como la cerámica (son relevantes los jarrones trípodes elaborados entre 300 a. C. y 800 d. C.), y la escultura lítica, donde destaca el metate de panel colgante, importante manifestación artística única de los aborígenes de la Vertiente del Caribe costarricense, así como los guerreros de piedra con cabezas-trofeo. En lo religioso, practicaron el chamanismo, siendo el murciélago y el cocodrilo importantes figuras de culto.
En la época de la conquista, en la región de Suerre (llanuras de Tortuguero y Santa Clara, norte del cantón) reinaban Camaquiri y Cocorí, los cuales fueron capturados y torturados por Diego Gutiérrez y Toledo en 1544. En venganza por el secuestro de ambos reyes, este moriría a manos de los indígenas, que le tendieron una emboscada en el Valle de Turrialba.

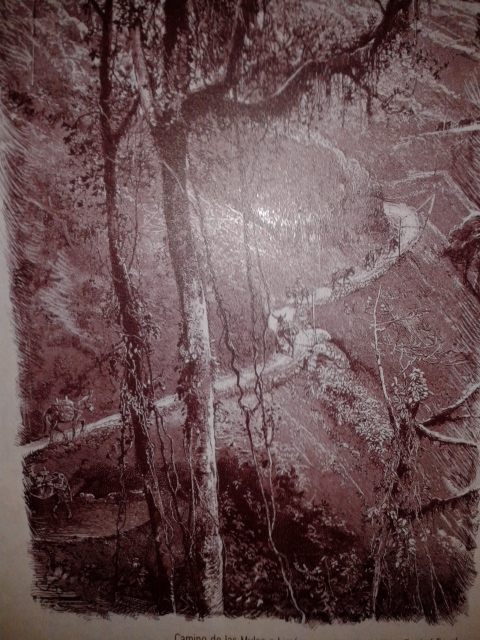
Grabado de 1873 que ilustra el Camino de Mulas o Camino Real, que comunicaba el Valle Central de Costa Rica con Caldera en el Pacífico y el puerto de Suerre en el Caribe. Museo Histórico Cultural Juan Santamaría.

En la época colonial, la región caribeña estuvo habitada por grupos aborígenes urinamas, cabécares y bribris, que se vieron obligados a huir hacia la Cordillera de Talamanca para escapar del dominio español. El principal puerto colonial del Caribe estuvo en Suerre, a orillas del río Reventazón, y la región presentó un importante aunque corto ciclo económico basado en el cultivo de cacao en Matina, que sufrió constantes ataques por incursiones de piratas y zambos mosquitos durante el siglo XVII. Del periodo del cultivo del cacao en el Caribe datan las primeras poblaciones afrocaribeñas del país, traídas por los españoles desde el África ecuatorial y occidental (el Congo y Angola) para trabajar en las plantaciones.
Tras la independencia de Costa Rica en 1821, existió interés por parte del jefe de Estado Braulio Carrillo en abrir un camino a través de la Cordillera Volcánica Central que permitiera la comunicación del Valle Central con el Atlántico del país. Esta ruta, llamada Camino Carrillo, atravesaba una región selvática e inhóspita, saliendo desde San José hasta un lugar que se denominó Carrillo, en las cercanías de la actual ciudad de Guápiles, cabecera del cantón.
Es precisamente Guápiles el punto en el Caribe que dio origen al actual cantón de Pococí. Guápiles recibe este nombre por dos ríos "guapes" (gemelos) que corren a los lados de la población. Los primeros detalles de este lugar datan de finales del siglo anterior, gracias a la construcción del ferrocarril, que tuvo en las cercanías de Guápiles (en Carrillo), su punto terminal durante unos años. De aquí viajeros y carga seguían hacia el Valle Central por medio de una carretera empedrada, que se construyó en el año 1882, durante el último año del gobierno de Tomás Guardia Gutiérrez, tanto Guápiles como otros puntos a lo largo de la vía comenzaron a desarrollarse gracias al cultivo del banano, emprendido por Minor C. Keith, contratista del ferrocarril, con el objeto de que hubiese productos para movilizar por la citada vía férrea.
Cuando se estableció el ferrocarril, Guápiles era en realidad una finca llamada San Salvador. Conforme aumentó la población que trabajaba en las bananeras, así que fue creciendo el pueblo, pero luego llegó al decaimiento por las pestes que azotaban las plantaciones de la fruta y Guápiles vio mermado su movimiento. Comenzaron a formarse fincas particulares en la región; el cartago fue inmigrando y se asentaron muchos colonos provenientes de Coronado, Moravia, y otros lugares, los cuales en ocasiones aprovechaban la vieja carretera a Carrillo para movilizarse.
Sin embargo, este trayecto ha sido siempre difícil debido a que atraviesa una zona montañosa, con pasos complicados y terrenos muy deleznables a causa de las constantes lluvias en la región del Caribe costarricense. Años más tarde, la llamada carretera a Carrillo fue abandonada por completo, y la línea ferrocarrilera se convirtió durante muchos años en la única vía de comunicación con el resto del país. Posteriormente llegó la aviación, y a partir de la década de 1970 se retomó el cultivo de banano, lo que generó nuevas oportunidades para la economía regional.
Actualmente, Pococí presenta un gran movimiento en diversos ámbitos, y Guápiles, su ciudad cabecera, es una de las más activas de la zona. El comercio moviliza importantes sumas de dinero, y la ciudad cuenta con almacenes, tiendas, hoteles, restaurantes, un amplio templo católico, plaza de deportes, escuela, colegio, el centro de investigación agrícola en Los Diamantes, además de otras facilidades y servicios. Dos carreteras conectan a Guápiles con Siquirres, hacia el sur, y con Puerto Viejo de Sarapiquí, hacia el norte. Con la construcción de la Ruta Nacional 32, conocida como la autopista Braulio Carrillo, se ha incrementado notablemente el dinamismo en la región.
En 2021, por medio del expediente de Ley 22.010, al cantón de Guácimo se le añadieron 225 kilómetros cuadrados, traspasados desde el cantón de Pococí, específicamente al distrito de Río Jiménez.

## División administrativa
El cantón de Pococí está dividido en siete distritos:
- Guápiles
- Jiménez
- La Rita
- Roxana
- Cariari
- Colorado
- La Colonia

## Leyes y decretos de creación y modificaciones
- Ley 12 de 19 de septiembre de 1911 (creación, límites y distritos de esta unidad administrativa, segregado del cantón de Limón. Los límites con los Cantones de Oreamuno y Turrialba son confusos).
- Ley 3714 de 31 de julio de 1966 (título de ciudad a la villa de Guápiles)
- Ley 4671 de 18 de noviembre de 1970 (creación y límites del cantón de Sarapiquí, colindante con este cantón)
- Ley 4753 de 28 de abril de 1971 (creación y límites del cantón de Guácimo, segregado de esta unidad administrativa)
- Decreto Ejecutivo 1825-G de 2 de julio de 1971 (creación de los distritos 3 Rita, 4 Roxana, 5 Cariari, 6 Colorado, señala sus límites)
- Ley 4850 de 29 de septiembre de 1971 (se señalan de nuevo los límites del cantón de Sarapiquí colindante con esta unidad administrativa)
- Ley 4886 de 2 de noviembre de 1971 (se modifica el límite con el cantón de Guácimo).
- Decreto Ejetutivo N.º 24-2012-.MGP, publicada en el Gaceta el 24 de julio de 2012, creación del distrito La Colonia ( y específicaciones de sus límites), sétimo del cantón Pococí, provincia Limón.
- Hojas del mapa básico, 1:50.000 (IGN): Agua Fría, California, Carrillo, Colorado, Chirripó Atlántico, Guácimo, Guápiles, Sucio, Tortuguero, Trinidad.

## Demografía
Para el año 2022, Cantón de Pococí cuenta con una población estimada de 146 320 habitantes, y para el último censo efectuado, en 2011, Cantón de Pococí contaba con una población de 125 962 habitantes.
De acuerdo al censo Nacional del 2011, la población del cantón era de 125 962 habitantes, de los cuales, el 7,5 % nació en el extranjero. El mismo censo destaca que había 36 238 viviendas ocupadas, de las cuales, el 51,8% se encontraba en buen estado y había problemas de hacinamiento en el 6,3% de las viviendas. El 59,2% de sus habitantes vivían en áreas urbanas.
Entre otros datos, el nivel de alfabetismo del cantón es del 96,5%, con una escolaridad promedio de 6,9 años.
El mismo censo detalla que la población económicamente activa se distribuye de la siguiente manera:
- Sector Primario: 36,3%
- Sector Secundario: 13,2%
- Sector Terciario: 50,5%

## Descripción general
El territorio de Pococí es plano en su mayor parte. En esta región se encuentran muchas fincas bananeras, unidas entre sí por una vasta red de caminos. Al oeste de la vía férrea el terreno se vuelve un tanto inclinado, en busca de las alturas de los volcanes Turrialba e Irazú, cuyas faldas están cubiertas de espesa selva.
En tales faldas, en las partes más bajas, hay muchas fincas de ganadería y agricultura. Los principales productos del cantón son el banano, las granos básicos, y la ganadería. Hay regiones de gran belleza del paisaje, como la de los caños de Tortuguero y de la Barra del Colorado, en las cuales el turismo es una magnífica fuente de riqueza.
Visto desde las alturas, el terreno de Pococí se presenta en la parte llana como una sábana enorme, con el verde intenso de los bananales sobresaliendo en muchas áreas; y con grandes extensiones despobladas, y que muestran innumerables ríos y caños y millones de palmeras. La costa se extiende por muchos kilómetros hasta tocar la línea divisoria con Nicaragua.

### Hidrografía

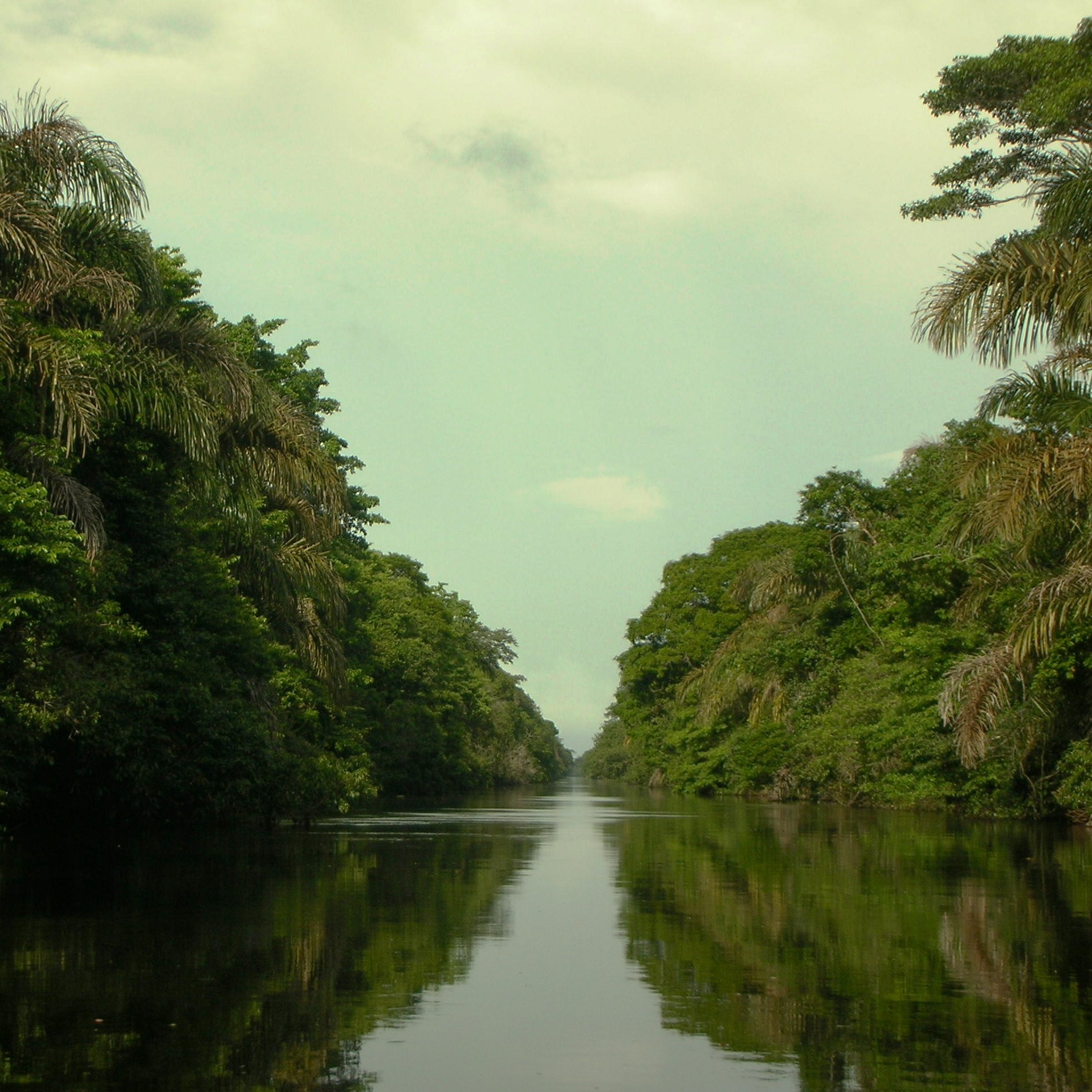
Río Colorado.

La región donde se ubica el cantón de Pococí se encuentra irrigada por ríos que pertenecen a la Vertiente del Caribe y la subvertiente norte de Costa Rica. Los ríos más importantes de la Vertiente del Caribe son el río Reventazón-Parismina y el río Tortuguero. La cuenca del río Tortuguero drena las llanuras del mismo nombre. El río Tortuguero se forma del río Toro Amarillo, al que se unen los ríos Guápiles, Agua Fría, Suerte, Penitencia, Desenredito, Desenredo, Colorado y Sierpe (Esperanza). Estos ríos tienen dirección noroeste-sureste y desembocan en los canales de Tortuguero, que desagua en el mar Caribe. 
La cuenca del río Reventazón es una de las más importantes del país, debido a su utilización en generación de energía hidroeléctrica, irrigación para actividades agropecuarias, actividades turísticas, industriales y comerciales. Al Reventazón se unen los ríos Suerre, Parismina, Jiménez y Santa Clara. El Reventazón-Parismina desemboca directamente en el mar Caribe.
A la subvertiente norte pertenece el río Chirripó Norte, que surge del río Sucio y al que se le unen los ríos Toro Amarillo, Costa Rica, Blanco y Corinto. Estos ríos presentan dirección sur-norte, suroeste-noreste y oeste-este. Desembocan en el río Colorado, un brazo del río San Juan. El Colorado drena sus aguas en el Tortuguero y este en el Caribe.

### Clima
El clima del cantón es húmedo y caluroso durante casi todo el año; sin embargo, no se notan temperaturas sofocantes, y esto es un atractivo para el turismo. La precipitación pluvial es alta en la zona; tiene un promedio superior a los 3700  milímetros al año. La región de Barra del Colorado es una de las más lluviosas del país con más de 6000 mm y el PN Braulio Carrillo con más de 8000 mm , al año , son de las más lluviosas del Mundo  Los meses en que la lluvia disminuye son los de septiembre, marzo y abril, aunque los promedios siempre superan los 200 mm . Las temperaturas oscilan entre los 24 y los 33 grados centígrados.

## Sitios de interés turístico
Sobre la Ruta 32 se encuentra el parque nacional Braulio Carrillo de gran valor en biodiversidad y abarcando una gran extensión de terreno. Colinda con el parque de ecoturismo Rainforest Adventures, el primer teleférico en un bosque lluvioso del mundo, calificado con Nivel 5 Hojas de Sostenibilidad por su aporte ambiental, y que fue incluido recientemente en la lista de los diez mejores viajes de aventura del mundo de NatGeo.
El distrito de Colorado ocupa el primer lugar en cuanto a atractivos para el turismo. Aquí hay lagunas y caños abundantes, en donde además de la incomparable belleza del paisaje, en medio de palmarés incontables, hay pesca abundante. La laguna de Jaloba, entre Barra del Colorado y el pueblo de Tortuguero, tiene una circunferencia de cuatro kilómetros; pesca de primera (sábalo especialmente).
Barra del Colorado, cuya población, en realidad está en dos secciones, divididas por el río, es un sitio de belleza innegable. Aguas arriba se encuentra la llamada Laguna de Agua Dulce, en donde hay centros turísticos. Estos ríos tienen tiburones, que suben río arriba hasta el Lago de Nicaragua, único en el mundo que tiene tales selacios.
Todos estos caños son excelentes para la pesca, el esquí acuático, o la simple contemplación. Otros sitios interesantes en Pococí son los siguientes: la zona bananera, con una intensa actividad durante todo el año. La propia ciudad de Guápiles, con hoteles y restaurantes, y desde la cual se pueden organizar giras a diferentes sitios interesantes, como el río Toro Amarillo, que forma playones muy bonitos, a seis kilómetros de Guápiles, El Bajo de la Hondura, lugar con interés arqueológico.
La carretera al caserío de Palmitas, ruta de la carretera a Colorado, es de gran belleza por el paisaje, y la abundancia de pesca. El río Sucio tiene mucho interés por la gran cantidad de brazos que forma y por los playones; tiene pesca abundante.
También cabe destacar las abundantes he impresionantes cataratas de Río Blanco y Chindama las cuales están en las montañas del cantón al sur del mismo y muestran a los turistas impresionantes vistas de sus enormes caídas y sus exuberantes paisajes naturales.

## Carreteras y distancias
Guápiles - San José: 63 km, Guápiles - Ticabán: 23 km (actualmente la ruta con mejores condiciones), Guápiles - Jiménez: 6 km, Guápiles - La Rita: 10 km, Guápiles - Roxana: 13 km, Guápiles - Cariari 23 km, Guápiles - Colorado: 70 km.